# Нечволодов, Михаил Дмитриевич
Михаил Дмитриевич Нечволодов (1867—1951) — генерал-майор, герой Первой мировой войны.

## Биография
Родился 10 февраля 1867 года в Санкт-Петербурге, происходил из дворян Екатеринославской губернии, сын полковника Дмитрия Александровича Нечволодова. Образование получил во 2-м кадетском корпусе, по окончании которого 1 сентября 1884 года был зачислен в Константиновское военное училище.
Выпущен в 1886 году подпоручиком (со старшинством от 7 августа 1885 года) в 90-й пехотный Онежский полк и далее получил чины поручика (7 августа 1889 года), штабс-капитана (15 марта 1898 года) и капитана (6 мая 1900 года).
Далее Нечволодов служил в Восточно-Сибирских стрелковых полках и принимал участие в кампании против боксёров в Китае и в русско-японской войне. За отличие в 1904 году произведён в подполковники (со старшинством от 5 апреля 1906 года) и 26 февраля того же года награждён золотым оружием с надписью «За храбрость». В конце русско-японской войны числился в 12-м Восточно-Сибирском стрелковом полку, а затем служил в 8-м Восточно-Сибирском стрелковом полку.
3 декабря 1909 года Нечволодов вышел в отставку с производством в полковники и зачислением по пешему ополчению Приморской области, 23 апреля следующего года вернулся на службу с чином подполковника и вновь поступил в 12-й Восточно-Сибирский стрелковый полк. В конце 1913 года произведён в полковники (со старшинством от 6 декабря 1912 года).
К началу Первой мировой войны Нечволодов состоял в 132-м пехотном Бендерском полку, с 20 декабря 1914 года командовал 175-м пехотным Батуринским полком. Высочайшим приказом от 19 мая 1915 года Нечволодов был награждён орденом св. Георгия 4-й степени
За то, что, командуя сводным полком из частей 33-й пехотной дивизии, блестящей ночной атакой взял с. Ниско, сильно укреплённый неприятельский пункт, падение которого разобщило силы австрийцев и ставило их в невыгодное положение. Наши прежние попытки взять с. Ниско были тщетны.
21 января 1916 года Нечволодов был назначен командиром 1-го Особого пехотного полка, который был сформирован в составе 1-й Особой пехотной бригады, направлявшейся во Францию. Летом 1916 года эта бригада вошла в состав французской армии, и Нечволодов со своим полком сражался с немцами у Оберив. За боевые отличия он 29 сентября 1916 года был произведён в генерал-майоры, а от французского правительства получил орден Почётного легиона и Военный крест.
В конце 1916 года Нечволодов вернулся в Россию и 13 февраля 1917 года был назначен командиром бригады 45-й пехотной дивизии, а 25 мая возглавил бригаду 1-й Особой пехотной дивизии, затем состоял в резерве чинов при штабе Петроградского военного округа.
После Октябрьской революции Нечволодов эмигрировал во Францию, работал таксистом. В 1926 году принимал участие в Российском зарубежном съезде в Париже. Был членом Союза Георгиевских кавалеров, Союза русских офицеров — участников войны на французском фронте и Союза ревнителей памяти императора Николая II.
Скончался 10 января 1951 года в Париже, похоронен на кладбище в Шассэн (департамент Жюра).
Его брат, генерал-майор Александр Дмитриевич Нечволодов, также был кавалером ордена св. Георгия 4-й степени и был известен как исторический писатель.

## Награды
Среди прочих наград Нечволодов имел ордена
- Орден Святого Станислава 2-й степени с мечами (1900 год)
- Орден Святого Владимира 4-й степени с мечами и бантом (1901 год)
- Золотое оружие с надписью «За храбрость» (26 февраля 1906 года)
- Орден Святой Анны 2-й степени с мечами (17 декабря 1906 года)
- Орден Святого Георгия 4-й степени (19 мая 1915 года)